# پورشه ۹۶۳
پورشه ۹۶۳ (تایپ ۹آر۰) یک نمونه اولیه اسپورت مسابقه ای ساخته شده بر پایه قوانین کلاس لمانز دیتونا هایپرکار است که توسط پورشه طراحی شده و توسط مولتی‌ماتیک ساخته شده است تا به ترتیب در کلاس‌های هایپرکار و جی‌تی‌پی (گرند تورینگ پروتوتایپ) در مسابقات جهانی استقامتی و قهرمانی خودروهای ورزشی ایمسا شرکت کند. نام ۹۶۳ از پورشه ۹۵۶ و پورشه ۹۶۲ الهام گرفته شده است که در دهه ۱۹۸۰ مسابقه می‌دادند و در سری مسابقات آمریکایی و اروپایی نیز شرکت می‌کردند. این خودرو در جشنواره سرعت گودوود در سال ۲۰۲۲ با رنگ‌های سنتی قرمز، سفید و مشکی رونمایی شد.

## پیش زمینه
پورشه آخرین بار در سال ۲۰۱۷ با پورشه ۹۱۹ هایبرید در مسابقات جهانی استقامتی، کلاس ال‌ام‌پی۱ و در مسابقات قهرمانی خودروهای ورزشی ایمسا با پورشه آراس اسپایدر در کلاس ال‌ام‌پی۲ شرکت کرده بود. همچنین خودرو پورشه ۹۱۹ هایبرید قهرمانی کامل را در آن مسابقات به دست آورده بود. در سال آخر رقابت‌ها، پورشه آراس اسپایدر قهرمانی کامل در سری مسابقات لمانز آمریکایی و قهرمانی کلاس را در سری مسابقات لمانز اروپایی را به دست آورد.
پس از خروج تیم‌های ال‌ام‌پی۱ و ال‌ام‌پی۲ کارخانه‌ای پورشه از مسابقات قهرمانی جهانی استقامتی و سری مسابقات لمانز آمریکایی، پورشه با ادامه پشتیبانی کارخانه از خودرو پورشه ۹۱۱ آراس‌ار در کلاس جی‌تی۲ سری لمانز آمریکایی (بعداً کلاس جی‌تی لمانز) حضور خود را در کلاس‌های پایین‌تر حفظ کرد و قهرمانی‌های متعددی در این کلاس به دست آورد. باشگاه اتومبیلرانی غرب، برگزارکننده مسابقات ۲۴ ساعته لمانز، بیانیه ای در این رابطه صادر کرد و گفت که باشگاه "از این خروج سریع پورشه از مسابقات متأسف است، زیرا این تصمیم ناگهانی، یکی از موفق‌ترین تیم‌های مسابقات استقامتی است.

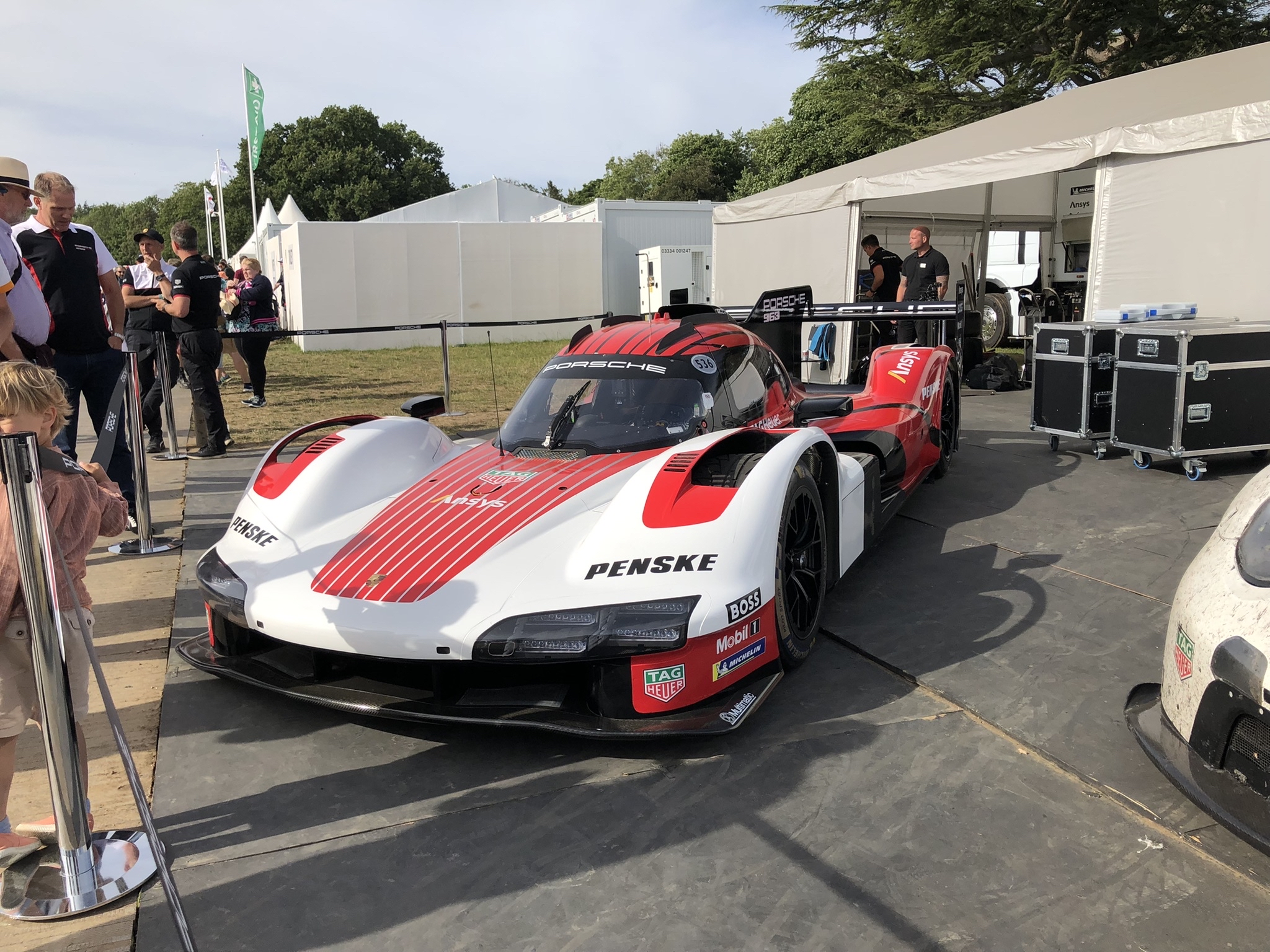
معرفی خودرو پورشه ۹۶۳ در جشنواره سرعت گودوود سال ۲۰۲۲
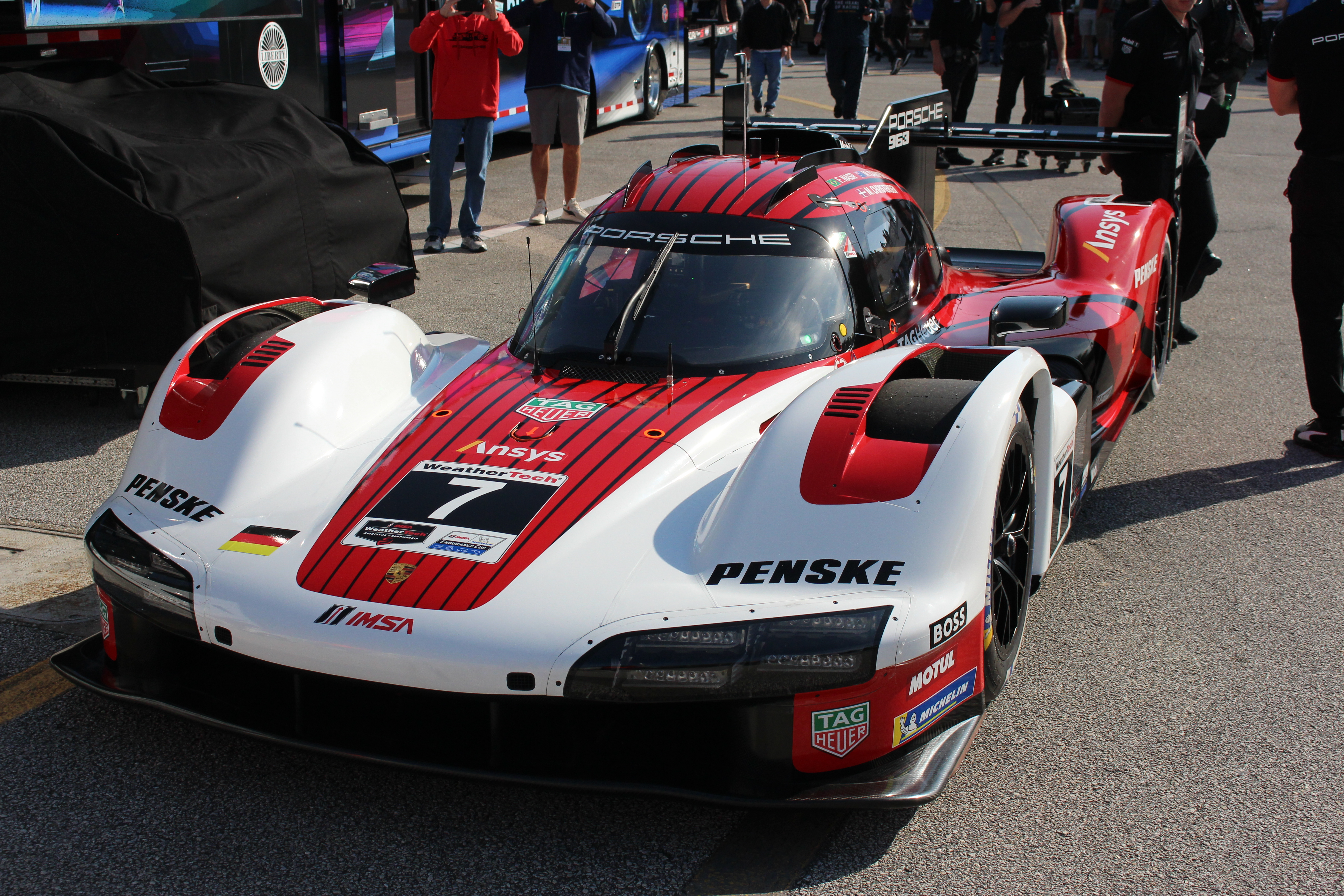
معرفی خودرو در تست‌های پیش از برگزاری مسابقه ۲۴ ساعته دیتونا
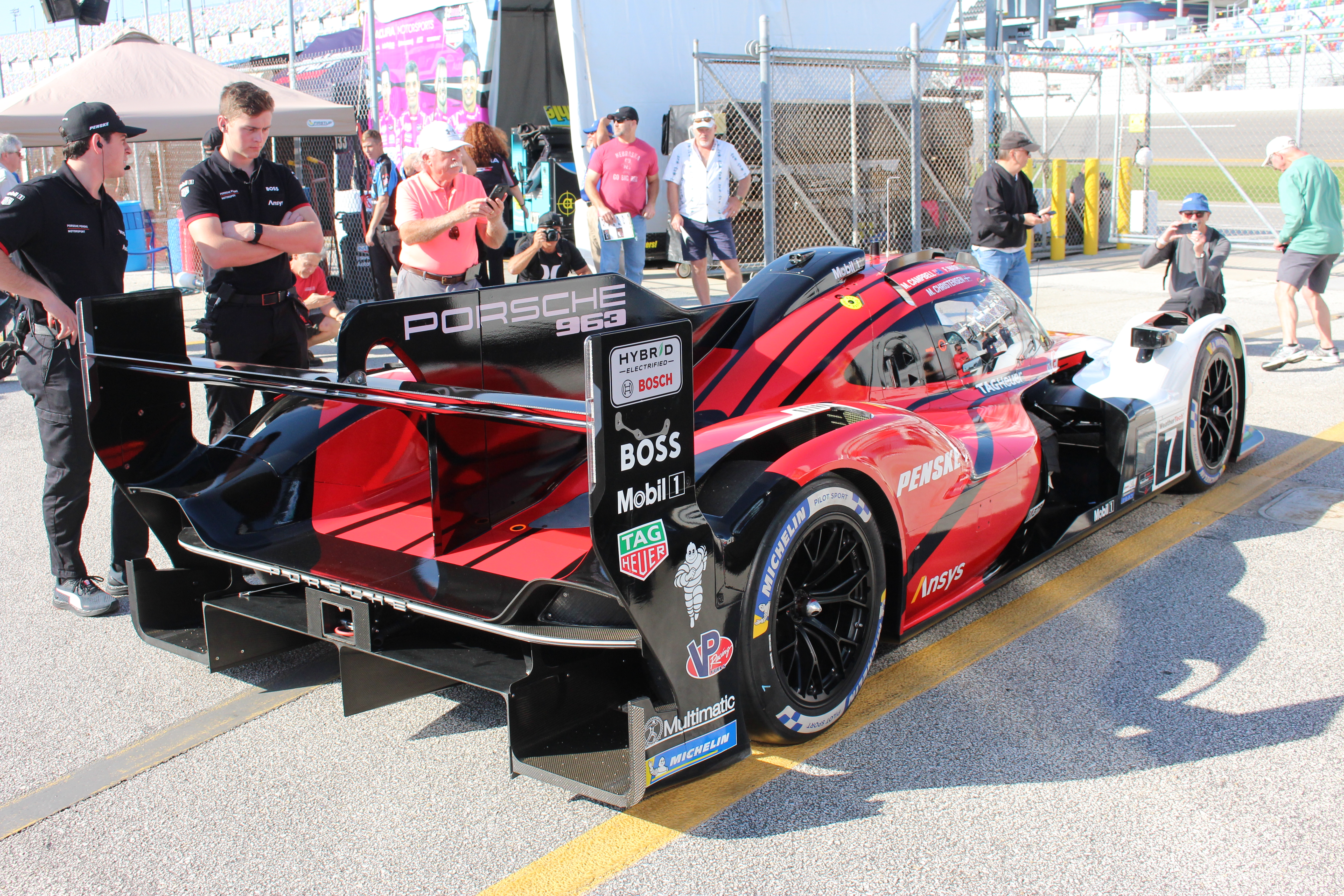
نمای عقب پورشه ۹۶۳
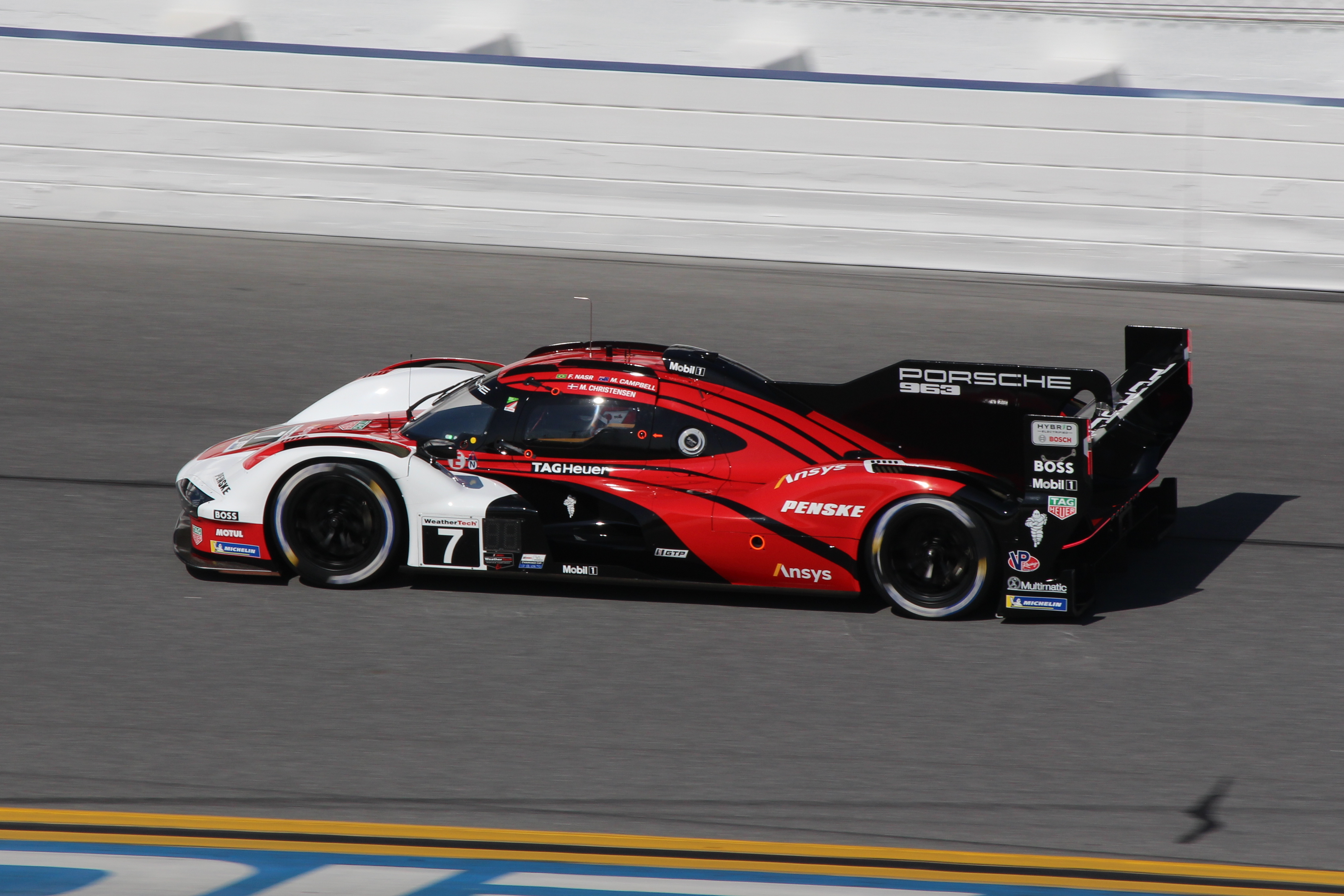
پورشه در حین تست‌های خود در پیست بین‌المللی دیتونا
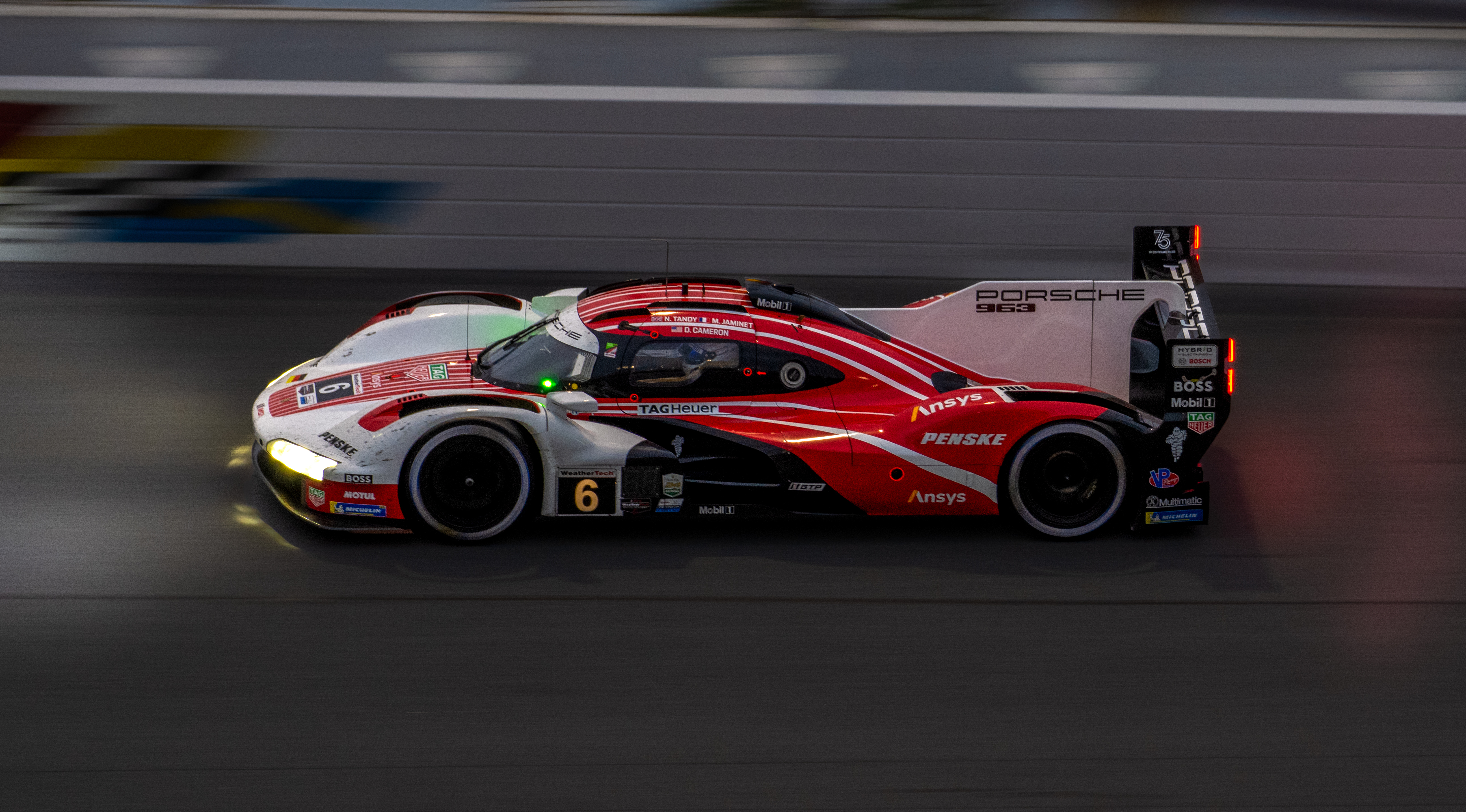
خودرو در تست‌های شب پیست بین‌المللی دیتونا

## تاریخچه مسابقات

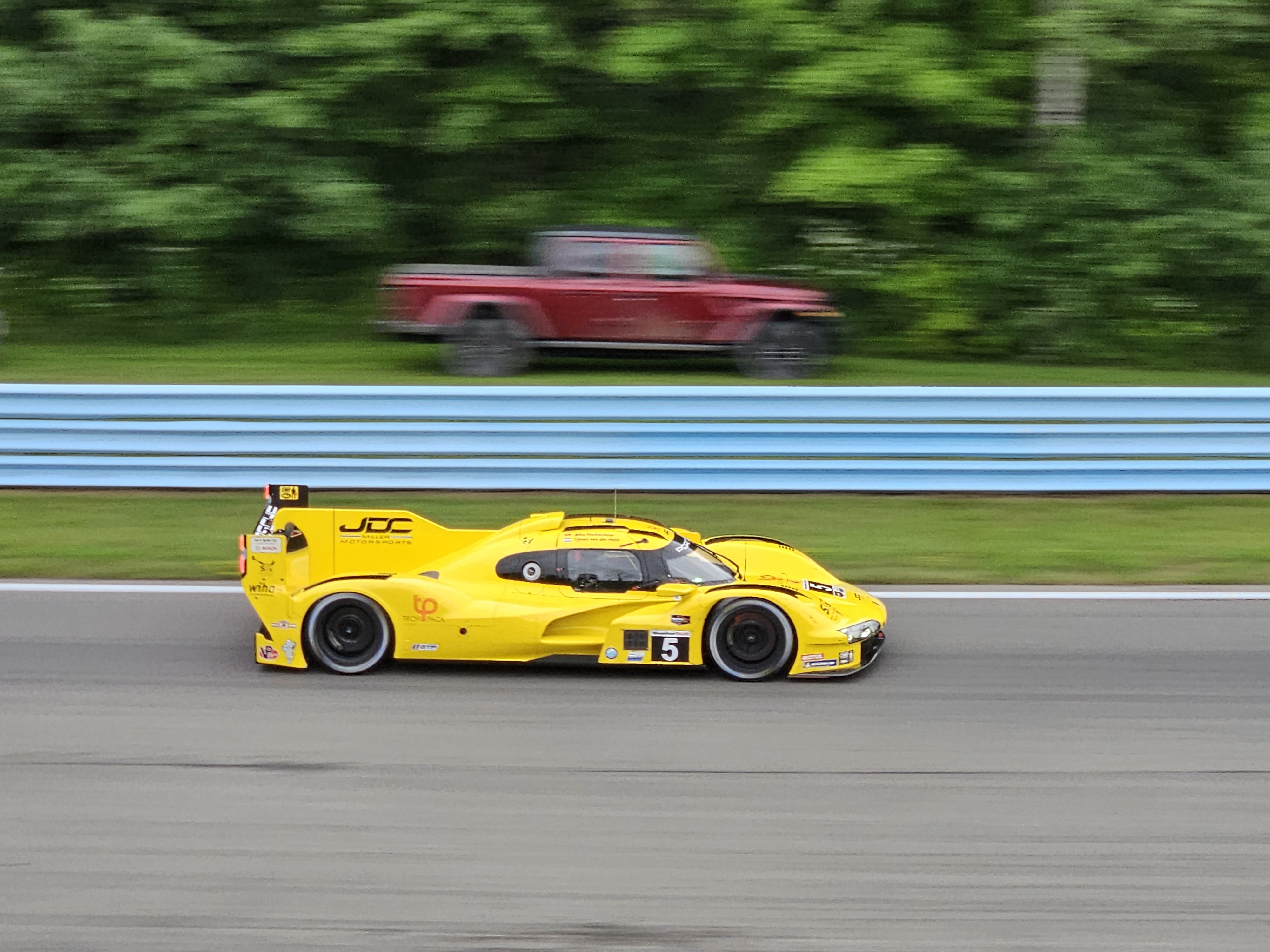
خودرو شماره ۰۵ پورشه ۹۶۳، تیم جی‌دی‌سی-میلر در حین برگزاری مسابقه ۶ ساعته گلن

به دلیل محدودیت‌های زنجیره‌ای در تأمین خودرو، تیم پنسکی (تیم رسمی پورشه با پشتیبانی کارخانه) تنها تیمی بود که توانست پورشه ۹۶۳ را در اولین حضورش در مسابقه ۲۴ ساعته دیتونا ۲۰۲۳ عرضه کند و حضور داشته باشد. تیم‌های مشتری یعنی جی‌دی‌سی-میلر موتوراسپورت و پروتون کامپتشن به‌ترتیب دوکین دی-۰۸ و اورکا ۰۷ را به عنوان شاسی هایپر کار خود انتخاب کردند.
در سال ۲۰۲۴، پورشه ۹۶۳ اولین پیروزی بزرگ خود در مسابقه استقامتی را با پیروزی در مسابقه ۲۴ ساعته دیتونا به دست آورد. پورشه پنسکی موتوراسپرت با ترکیب رانندگان دین کامرون، مت کمپبل، فیلیپه نصر و جوزف نیوگاردن برنده این مسابقه شد. در مسابقه ۱۸۱۲ کیلومتری قطر ۲۰۲۴، مسابقه افتتاحیه مسابقات جهانی استقامتی ۲۰۲۴، پورشه ۹۶۳ هر سه جایگاه سکو را به خود اختصاص داد، خودروهای پورشه پنسکی موتوراسپرت رتبه‌های اول و سوم را به خود اختصاص دادند و یک خودروی پورشه ۹۶۳ با تیم جوتا نیز در جایگاه دوم قرار گرفت. تا عملکردی خیره کننده را از پورشه را در این مسابقه ببینیم.